# Alter Turm (Appenthal)
Der Alte Turm ist der bauliche Überrest der Wallfahrtskirche zur Mutter Gottes, alternativ Wallfahrtskirche St. Maria genannt, in Elmstein. Er steht unter Denkmalschutz.

## Lage
Die Ruine befindet sich im Ortsteil Appenthal entlang der Talstraße, die mit der Landesstraße 499 identisch ist. Unmittelbar östlich des Bauwerks mündet die Kreisstraße 22 aus dem Ortsteil Harzofen in diese. Die Kirchenruine prägt das Bild des Ortes.

## Geschichte
Die Kirche wurde im Jahr 1488 gebaut. Im Zuge der Reformation verfiel sie jedoch. Mit dem Förderkreis Kirchenruine Appenthal e. V. existiert vor Ort ein Verein, der sich dem Erhalt dieses Bauwerks verpflichtet sieht.

## Überreste
Bei dieser Kapellenruine handelt es sich um einen Bruchsteinbau, der Ansätze der Außenmauern des ehemaligen Saalbaus von 1488 enthält. Teile der Langhauswände sind im benachbarten Haus Talstraße 15 verbaut.